# پوکسدورف
پوکسدورف (به آلمانی: Poxdorf) یک شهر در آلمان است که در فورشایم واقع شده‌است.